# Condado de Wodzisław
Condado de Wodzisław (polaco: powiat wodzisławski) é um powiat (condado) da Polónia, na voivodia de Santa Cruz. A sede do condado é a cidade de Wodzisław Śląski. Estende-se por uma área de 286,92 km², com 155 090 habitantes, segundo os censos de 2005, com uma densidade 540,53 hab/km².

## Divisões admistrativas
O condado possui:
Comunas rurais: Godów, Gorzyce, Lubomia, Marklowice, Mszana
Cidades: Wodzisław Śląski, Rydułtowy, Radlin, Pszów

## Demografia
População (dados de 30 de Junho de 2005):
|          | Total   | Total | Mulheres | Mulheres | Homens  | Homens |
| -------- | ------- | ----- | -------- | -------- | ------- | ------ |
|          | pessoas | %     | pessoas  | %        | pessoas | %      |
| Total    | 155 090 | 100   | 79 934   | 51,5     | 75 156  | 48,5   |
| Cidades  | 103 025 | 100   | 53 429   | 51,9     | 49 596  | 48,1   |
| Povoados | 52 065  | 100   | 26 505   | 50,9     | 25 560  | 49,1   |